# 会田有志
会田 有志（あいだ ゆうし、1984年1月30日 - ）は、埼玉県春日部市出身の元プロ野球選手（投手）、プロ野球コーチ。
3人兄弟の三男であり、父は元ヤクルトスワローズ投手の会田照夫。母は元モデルでCMや雑誌などで活動していた。兄はエコノミストの会田卓司。叔父（母の弟）は元ヤクルト捕手の尾崎亀重で、その息子（会田有志の従弟）は元大相撲力士の隆乃若（最高位は関脇）。

## 経歴

### プロ入り前
実家は代々木材店を経営しており父の照夫がプロ野球選手引退後、家業を継いでいた。小学校3年生の時、日本テレビ系で放映されていた『ルックルックこんにちは』内の人気コーナー「突撃!隣の晩ごはん」に出演したことがある。その時、会田は「プロ野球選手になって、勝ちたい」と宣言していた。春日部シニアでは3番手投手として控え投手。
佐野日本大学高等学校3年生時に松本監督から「お父さん（照夫）みたいに投げないか」と勧められ、オーバースローからアンダースローに転向する。3年夏に甲子園に出場する。1回戦の長崎県立波佐見高等学校を相手に6回1失点と好投をする。2回戦で大分県明豊高等学校戦に先発をし7回2失点と好投するが、救援が逆転され敗れる。
その後中央大学（文学部教育学科心理学専攻）に進学し野球部（東都大学野球連盟加盟）へ入部。1年次には野球部の活動に専念したため単位を1しか取っておらず、そこから2 - 4年次で猛勉強をして卒業した。春日部市成人式では、成人代表として抱負を述べ、「昔から夢だったプロ野球選手になりたい」と将来の夢を宣言した。
大学2年次に、野球部の臨時コーチだった高橋善正に見出され、公式戦でも起用されるようになった。スピードを付けるため、サイドスローに転向。父親と同じ背番号12を付け、通算45試合に登板し、11勝13敗、防御率2.11、112奪三振。3年春には5勝、秋のリーグ戦では4勝を挙げ、チームの25年ぶり24度目の優勝に貢献、最優秀投手賞に輝いた。日米大学野球選手権大会、世界大学野球選手権大会の日本代表にも選ばれ、銀メダルに貢献している。4年秋は入替戦で敗れた。

### プロ入り後
2005年の大学・社会人ドラフト会議で巨人から7巡目指名を受け、入団した。中央大学からは2004年の亀井義行、2005年の会田と、巨人に2年連続で指名されており、大学の先輩には阿部慎之助、後輩には澤村拓一がいる（澤村は高校でも会田の後輩である）。
2006年秋季キャンプで尾花高夫投手総合コーチにサイドスローからアンダースロー転向を提案される。「下手投げで自分の特長が出せるようになってきたので、どんどん投げて実戦の感覚を磨いて頑張りたい」とコメントした。中央大学の先輩で正捕手の阿部からは、「シュートを覚え、投球術が身につけば、一軍でも活躍できる」と評価されていた。シーズン終わりに工藤公康と山口鉄也とアメリカ合衆国のアリゾナ州に自主トレを行ったところ、ニューヨーク・ヤンキースの王建民がトレーニング施設に偶然居合わせていて「高速シンカー」の投げ方を教えてもらうという幸運に恵まれた。年配ファンから参考にと小林繁や山田久志ら球史に名を残した往年のアンダースローの名投手のDVDが添えられたファンレターが届くこともあったという。本人もキャンプ中から千葉ロッテマリーンズの渡辺俊介の著書『アンダースロー論』を「バイブル」として肌身離さず所持していた。
2007年春季キャンプで一軍スタート組に抜擢され、キャンプにおける紅白戦やオープン戦でも12回・被安打6・与四死球1・失点1と安定した好投を続け、原辰徳監督らからも高い評価を受け開幕一軍スタートとなった。4月1日の対横浜戦で一軍初登板を果たし、史上初の親子での一軍登板を成し遂げた。4月26日の対横浜戦では1点リードされた8回に登板、満塁のピンチを招くも凌ぎ切り、直後に打線が逆転し逃げ切ったため、史上初の一軍での親子勝利を挙げた。前半戦においては一軍一年目にもかかわらず勝ちパターンの継投に組み込まれ、開幕から12試合で1失点と、林昌範と共に非常に安定した投球を見せた。前半戦終了時点でチーム2位の10ホールドを挙げた。投手総合コーチの尾花に前半戦のMVPと評される。しかし徐々に成績が悪化し、防御率が3点台を記録したところで登録抹消された。11月のインタビューで、「（本人曰く）腕だけ下げた誰でもできるアンダースロー」から肩痛を発症、登録抹消につながったことを発表した。同シーズンは上原浩治がクローザーとして固定されたことで、林昌範とともに豊田清がセットアッパーとして安定、勝ちパターンの継投に組み込まれた会田との4人組をTAHU（Toyoda-Aida-Hayashi-Uehara）とスポーツ報知が命名した。
2008年はメジャーリーグのボストン・レッドソックスとのオープン戦で1回を0安打1奪三振と抑え、解説者の長谷川滋利から「こんな綺麗なアンダースローはメジャーにいない。メジャーでもおもしろい」と評価される。二軍では24試合に登板し防御率2.52と好投したが、一軍ではわずか3試合の登板と登板機会に恵まれずシーズンを終えた。オフにはドミニカ共和国のウィンターリーグに参加。サントドミンゴに本拠地があるレオネス・デル・エスコヒードに所属した。ミゲル・オリーボとバッテリーを組み、ネルソン・パヤノと共にセットアッパーとして公式戦に9試合登板した。
2009年は開幕を二軍で迎え、二軍でチーム最多となる38試合に登板。1勝0敗、防御率3.92の成績を残したが、球団からコーチ転身の打診を受けたことから11月8日に現役引退を表明。任意引退選手として公示された。シーズンオフに行われたファン感謝デーの引退セレモニーでは「自分に携ってくれたすべての人に感謝します。」と語った。

### 現役引退後
2010年に、25歳で巨人のコーチ（二軍トレーニングコーチ補佐）に就任。2012年からトレーニングコーチに異動した。2014年のシーズン終了後には、チームから一岡竜司、土田瑞起、江柄子裕樹の3投手がプエルトリコウィンターリーグのレオネス・デ・ポンセへ派遣されたことに伴って、投手兼トレーニングコーチとして帯同した。
2016年に、プロ野球経験者としては初めて、日本体育協会（JASA）公認のアスレティックトレーナー（AT）資格を取得。シーズン終了後のプエルトリコウィンターリーグでは、チームから岡本和真、高木勇人、平良拳太郎の3選手がヒガンテス・デ・カロリーナへ派遣されたことに伴って、投手兼トレーニングコーチとして帯同した。ちなみに、同チームには、当時福岡ソフトバンクホークスに在籍していた松坂大輔も参加している。
また、2015年と2017年のシーズン終了後に台湾で開催された2015アジアウインターベースボールリーグでは、2015年にNPB選抜チーム、2017年にNPBイースタン・リーグ選抜チームのトレーニングコーチを務めた。
2018年より、巨人の三軍投手兼トレーニングコーチに就任。
巨人コーチ在任中の2020年には、NPBレギュラーシーズン開幕直後の6月28日に、東京都営地下鉄新宿線馬喰横山駅地下構内のエスカレーターから転落して意識を失った高齢の男性を発見。胸骨圧迫による心肺蘇生法と自動体外式除細動器（AED）を男性に施したところ、男性の意識が回復したため、所轄の東京消防庁日本橋消防署から感謝状を贈られた。会田本人は、コーチ1年目の2010年4月2日に木村拓也（当時は巨人の一軍内野守備走塁コーチ）がマツダスタジアムでの対広島戦の試合前練習中にクモ膜下出血でグラウンド上に倒れて37歳で急逝したこと（当該項で詳述）を機に、「選手たちの命を守りたい」と強く意識。国際武道大の先生による救命講習を、毎年受講している。
2022年10月13日、巡回トレーニング統括（コーチ職）から編成本部ファームディレクターに転任すると球団から発表された。2024年はファーム統括編成担当となる。
2024年3月25日、日本大学大学院総合社会情報研究科人間科学専攻の修士課程を修了した。

## 選手としての特徴
サイドスロー時代の球速は、潮崎哲也や高津臣吾のような「アンダー気味のサイドスロー」からコンスタントに140km/h台前半を記録し最高球速147km/hを計測をしていたが、アンダースローに転向後は130km/h台後半のストレートと110km/hから120km/h台のシンカーを使った投球で打者を抑えていた。
山田久志は「やや変則的なアンダースローから、シュートが来るため打ちにくかった」と分析している。
2008年からはアンダースローから独特なカーブを取得し、巨人軍の選手の中では腕を振ってもボールがこないことから3Dカーブと呼ばれていた。

## 詳細情報

### 年度別投手成績
| 年 度     | 球 団     | 登 板 | 先 発 | 完 投 | 完 封 | 無 四 球 | 勝 利 | 敗 戦 | セ 丨 ブ | ホ 丨 ル ド | 勝 率 | 打 者 | 投 球 回 | 被 安 打 | 被 本 塁 打 | 与 四 球 | 敬 遠 | 与 死 球 | 奪 三 振 | 暴 投 | ボ 丨 ク | 失 点 | 自 責 点 | 防 御 率 | W H I P |
| --------- | --------- | ----- | ----- | ----- | ----- | -------- | ----- | ----- | -------- | ----------- | ----- | ----- | -------- | -------- | ----------- | -------- | ----- | -------- | -------- | ----- | -------- | ----- | -------- | -------- | ------- |
| 2007      | 巨人      | 34    | 0     | 0     | 0     | 0        | 3     | 2     | 0        | 7           | .600  | 145   | 35.2     | 33       | 3           | 9        | 2     | 3        | 16       | 1     | 0        | 12    | 12       | 3.03     | 1.18    |
| 2008      | 巨人      | 3     | 0     | 0     | 0     | 0        | 0     | 0     | 0        | 0           | ----  | 21    | 5.0      | 6        | 0           | 0        | 0     | 1        | 1        | 0     | 0        | 2     | 1        | 1.80     | 1.20    |
| 通算：2年 | 通算：2年 | 37    | 0     | 0     | 0     | 0        | 3     | 2     | 0        | 7           | .600  | 166   | 40.2     | 39       | 3           | 9        | 2     | 4        | 17       | 1     | 0        | 14    | 13       | 2.88     | 1.18    |

### 記録
初記録
- 初登板：2007年4月1日、対横浜ベイスターズ3回戦（横浜スタジアム）、8回裏に2番手で救援登板、1回無失点 ※史上初親子で一軍登板
- 初奪三振：2007年4月3日、対中日ドラゴンズ1回戦（東京ドーム）、8回表に福留孝介から見逃し三振
- 初ホールド：2007年4月11日、対広島東洋カープ2回戦（広島市民球場）、7回裏に2番手で救援登板、1回無失点
- 初勝利：2007年4月26日、対横浜ベイスターズ6回戦（東京ドーム）、8回表に4番手で救援登板、1回無失点 ※史上初親子で一軍戦勝利

### 背番号
- 63（2006年 - 2009年）
- 116（2010年）
- 103（2011年 - 2015年）
- 106（2016年、2019年 - 2022年）
- 107（2017年 - 2018年）
- 92（2019年秋季キャンプのみ）

### 代表歴
- 2015アジアウインターベースボールリーグ：NPB選抜：トレーニングコーチ
- 2017アジアウインターベースボールリーグ：NPBイースタン選抜：トレーニングコーチ[8]